# 페르시카보 1973
페르시카보 1973(인도네시아어: Persatuan Sepakbola Indonesia Kabupaten Bogor 1973)는 보고르를 연고로 하는 인도네시아의 축구단으로 현재 리가 2에 참가하고 있다.

## 선수 명단

### 현역
참고: FIFA 자격 규정에 따라 소속된 국가대표팀 국기를 표시합니다. 선수는 복수의 FIFA 비회원국 국적을 가지고 있을 수 있습니다.
| 번호 | 포지션 | 국적 | 이름        |
| ---- | ------ | ---- | ----------- |
| 10   | MF     | 말리 | 마칸 코나테 |

| 번호 | 포지션 | 국적 | 이름 |
| ---- | ------ | ---- | ---- |